# Transformers: Wojna o Cybertron
Transformers: Wojna o Cybertron (ang. Transformers: War for Cybertron) – trzecioosobowa strzelanina wyprodukowana przez High Moon Studios i wydana przez Activision. Światowa premiera gry odbyła się 22 czerwca 2010 roku, a w Europie 25 czerwca 2010 roku na komputerach z systemem Microsoft Windows oraz konsolach stacjonarnych PlayStation 3 i Xbox 360. Akcja gry rozgrywa się na ogarniętym wojną Cybertronie w fikcyjnym uniwersum Transformers.

## Rozgrywka
Na grę składają się dwie kampanie, w pierwszej gracz wciela się w Deceptikony, próbując zdobyć ciemny energon; natomiast druga oferuje graczom możliwość wcielenia się w Autoboty, których zadaniem jest powstrzymanie tych pierwszych.

### Tryb eskalacji
Jest to tryb, w którym zadaniem gracza jest eliminowanie kolejnych fal nacierających na nas rywali. Pojawił się m.in. w grze Władca Pierścieni: Powrót Króla.

### Tryby gry wieloosobowej
W grze twórcy udostępnili 6 trybów gry wieloosobowej do rozgrywania w internecie:
- Deathmatch
- Team Deathmatch
- Podbój
- Kodeks Mocy
- Odliczanie do unicestwienia
- Walka o wpływy

## Polska wersja
Gra została wydana w pełnej polskiej wersji językowej.
- Piotr Dobosz – Optimus Prime
- Jacek Jasiński – Megatron, Cybertron
- Piotr Urbaniak – Ratchet, Jetfire
- Grzegorz Mikołajczyk – Breakdown
- Maciej Słota – Soundwave
- Jan Kulczycki – Ironhide
- Kajetan Wolniewicz – Barricade
- Filip Bochenek – Bumblebee
- Krzysztof Bochenek – Warpath, Skywarp
- Olaf Różański – Starscream, Frenzy
- Alina Kamińska – Arcee, Slipstream
- Jacek Lecznar – Narrator